# Karolingische Vergadering

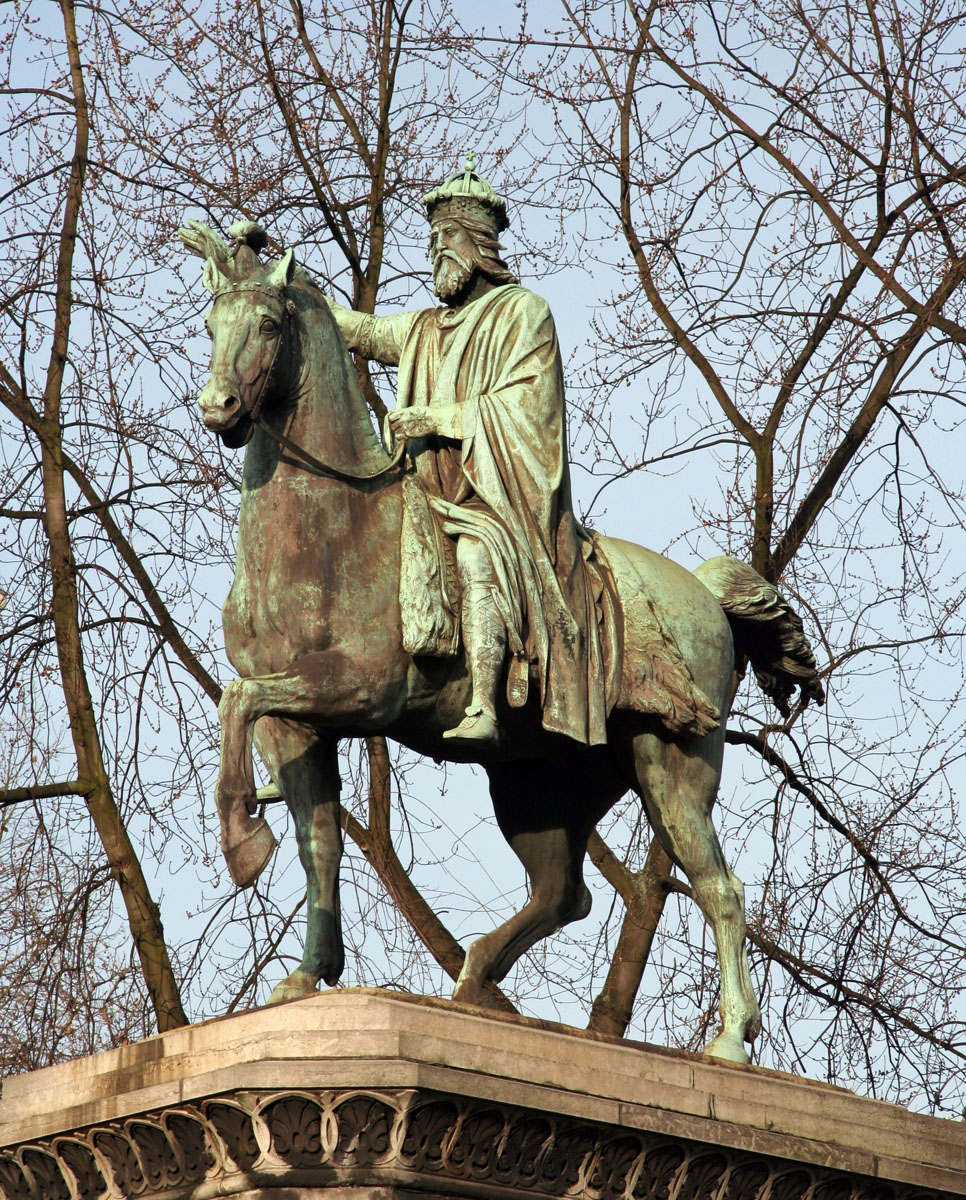
Karel de Grote, standbeeld in Luik

Een Karolingische vergadering werd in het jaar 777 gehouden in Paderborn. Het was de voorloper van de Rijksdag in het latere Heilige Roomse Rijk. Karel de Grote ging ervan uit dat de Saksen verslagen waren en organiseerde een vergadering over Saksen, met edelen en bisschoppen uit zijn Rijk. Ook werd er het idee van een Spaanse Mark besproken.

## Doel
De vergadering diende om een van de grootste operaties uit de 8e eeuw te lanceren: de verplichte kerstening van de onderworpen Saksen over heel hun uitgestrekt grondgebied. De kerkelijke structuur, met haar abdijen en bisdommen, moest bij de Saksen ter plaatse een voortdurende controlefunctie uitoefenen. De staatscontrole mocht niet meer afhangen van een voorbijtrekkend Karolingisch leger. De kerkelijke structuur vond Karel de Grote erg geschikt om de heidense Saksische samenleving te hervormen tot een onderdeel van zijn christelijk en Karolingisch Rijk.

## Tijdslijn
In de jaren 774-776 hadden de troepen van Karel de Grote met veel moeite de Saksen onderworpen. Karel de Grote ging er (verkeerdelijk) van uit dat de Saksenoorlogen voorbij waren en dat zulke herorganisatie van Saksen zich onmiddellijk opdrong. In het jaar 777 hadden talrijke onderworpen Saksen zich laten dopen in de bron van de rivier de Lippe. Achteraf zou blijken dat het jaar 777 louter een pauze-moment was in de Saksenoorlogen.

## Concreet
Het onderworpen gebied der Saksen werd in districten verdeeld. De rijksbisschoppen werden verplicht elk een district te nemen om te missioneren met hun eigen personeel.
- het prinsbisdom Wurzburg kreeg Paderborn en omgeving
- het prinsbisdom Luik kreeg Osnabrück en omgeving
- het prinsaartsbisdom Keulen kreeg het Münsterland, wat het land der Bructeren was
- het prinsaartsbisdom Mainz kreeg het zuidelijk deel van Saksen
- het prinsbisdom Metz kreeg Maagdenburg

Achteraf kregen het aartsbisdom Reims en het bisdom Châlons-en-Champagne het gebied ten noorden en ten oosten van het Harzgebergte, en het prinsbisdom Trier kreeg Hamburg en de Noordzeekust toegewezen.

## Gevolgen
1. Ondanks de latere opstanden van de Saksen werd Saksen een van de vijf Rooms-Duitse stamhertogdommen.
2. De sfeer was zo goed dat de vergadering besprak hoe het christendom zich kon uitbreiden naar Spanje. Spanje was georganiseerd in meerdere moslimrijken. Het idee van een christelijke Spaanse Mark werd besproken in Paderborn. De territoriale verzuchting in Spanje was eerder beperkt maar wel strategisch geïnspireerd[5]. Volgens de Arabische geschiedschrijver Ibn al-Athir kwamen er meerdere Spaanse emirs naar Paderborn. Het ging om deze van Zaragoza, Gerona, Barcelona en Huesca[6]. Ze vroegen Karolingische hulp om de emir van Cordoba aan te vallen. De krijgstocht tegen de Moren (778) kon beginnen.